# Kees de Groen

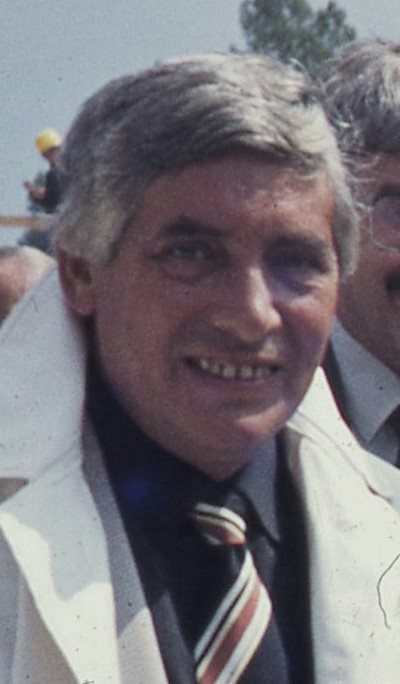
Kees de Groen

Cornelis (Kees) de Groen (Dordrecht, 18 december 1930 – Scheveningen, 18 december 2002) was een Nederlands politicus van de PvdA.
Toen hij klaar was bij de kweekschool moest hij eerst nog zijn dienstplicht vervullen voordat hij onderwijzer werd op een lagere school. Na het behalen van de akte MO Geschiedenis werd hij leraar aan het Christelijk Lyceum te Dordrecht. Bij de gemeenteraadsverkiezingen van 1970 werd hij gekozen in de gemeenteraad van Dordrecht en kort daarop werd hij ook wethouder. In mei 1976 volgde zijn benoeming tot burgemeester van Spijkenisse wat De Groen tot zijn vervroegde pensionering in juli 1990 zou blijven. Eind 2002, op de dag dat hij 72 jaar werd, overleed hij.